# Red, White and Blue (filme de 2023)
Red, White and Blue é um filme em curta-metragem britânico de 2023 escrito e dirigido por Nazrin Choudhury.

## Enredo
Rachel é mãe solteira de uma filha em Arkansas que vive precariamente. Quando ela acidentalmente engravida novamente, ela tem que deixar o estado porque o aborto é ilegal lá. Ela, portanto, parte com sua filha Maddy em uma viagem para Illinois, onde o procedimento é legal.

## Produção
Choudhury, que também fez um aborto, acredita que a decisão de interromper uma gravidez deve ser um direito humano universal. Depois que a Suprema Corte dos Estados Unidos decidiu no Caso Dobbs v. Jackson Women's Health Organization a anulação do Caso Roe v. Wade, ela começou a escrever o roteiro de Red, White and Blue. Sua intenção era ficar o mais longe possível da política.
O curta-metragem foi rodado em Los Angeles. Estreou em 30 de setembro de 2023 no Edmonton International Film Festival. Nos Estados Unidos, Red, White and Blue foi exibido pela primeira vez no Hawaii International Film Festival em 15 de outubro de 2023.

## Prêmios e indicações
| Premiação | Data de cerimônia   | Categoria             | Recipiente(s)    | Resultado | Ref.  |
| --------- | ------------------- | --------------------- | ---------------- | --------- | ----- |
| Oscar     | 10 de março de 2024 | Melhor curta-metragem | Nazrin Choudhury | Pendente  | [ 3 ] |